# فيكتور بوونو
فيكتور بوونو (بالإنجليزية: Victor Buono) مواليد 3 فبراير 1938 في سان دييغو - الوفاة 1 يناير 1982 في أببل فالي، الولايات المتحدة، هو ممثل أمريكي بدأ مسيرته الفنية سنة 1959.

## الأعمال
- حكم في نورمبرغ
- إيفرجلادز
- بيري ماسون
- باتمان
- مانيكس
- هاواي فايف أو
- أليس
- جزيرة الفنتازيا

## روابط خارجية
- فيكتور بوونو على موقع IMDb (الإنجليزية)
- فيكتور بوونو على موقع الموسوعة البريطانية (الإنجليزية)
- فيكتور بوونو على موقع ميوزك برينز (الإنجليزية)
- فيكتور بوونو على موقع تيرنر كلاسيك موفيز (الإنجليزية)
- فيكتور بوونو على موقع أول موفي (الإنجليزية)
- فيكتور بوونو على موقع قاعدة بيانات برودواي على الإنترنت (الإنجليزية)
- فيكتور بوونو على موقع قاعدة بيانات الأفلام السويدية (السويدية)
- فيكتور بوونو على موقع إن إن دي بي (الإنجليزية)
- فيكتور بوونو على موقع أول ميوزيك (الإنجليزية)
- فيكتور بوونو على موقع ديسكوغز (الإنجليزية)